# 2016 en arts plastiques
| Années des arts plastiques : 2013 - 2014 - 2015 - 2016 - 2017 - 2018 - 2019    |
| Décennies des arts plastiques : 1980 - 1990 - 2000 - 2010 - 2020 - 2030 - 2040 |

Cette page concerne l'année 2016 en arts plastiques.

## Œuvres

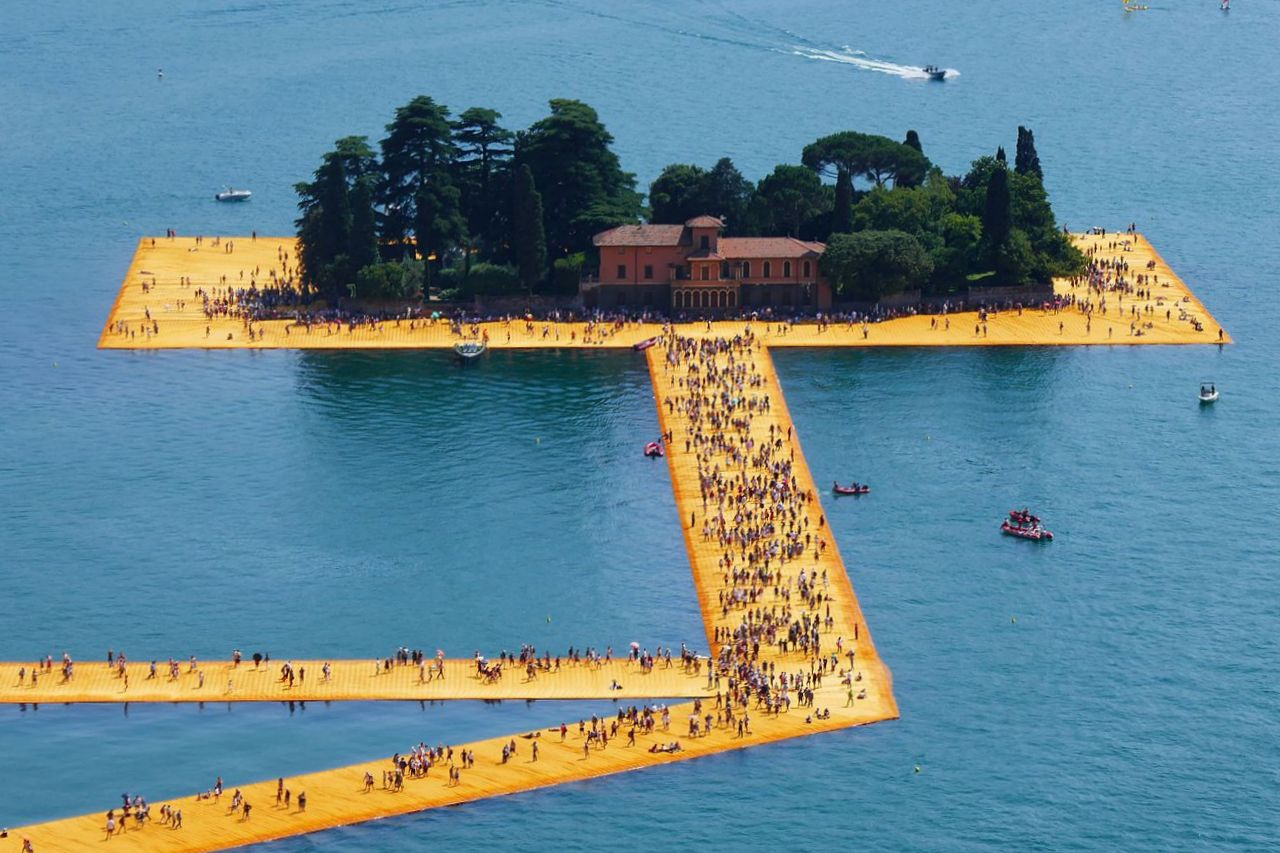
The Floating Piers, Christo et Jeanne-Claude,

- The Floating Piers sur le lac d'Iseo (Italie) (photo ci-contre).

## Événements
- 17 juin au 19 juin : 4e édition du concours international de peinture grand format en Normandie, à Fourges, dans le cadre du Festival Normandie impressionniste
- 18 octobre : le Prix Marcel-Duchamp est décerné à Kader Attia.
- 20 octobre-23 octobre : Foire internationale d'art contemporain à Paris
- 5 décembre : le prix Turner est remis à Helen Marten.

## Décès
- 2 janvier : Marcel Barbeau, peintre et sculpteur canadien (° 18 février 1925),
- 5 janvier : Uche Okeke, illustrateur, peintre, sculpteur, poète et théoricien de l'art et de l'esthétique moderniste nigérian (° 30 avril 1933),
- 14 janvier : Fritz Pilz, sculpteur autrichien (° 26 septembre 1927),
- 22 janvier : Paul Aïzpiri, peintre et lithographe français (° 14 mai 1919),
- 23 janvier :
  - Sofía Gandarias, peintre espagnole (° 1957),
  - Yves Le Pape, sculpteur d'art religieux français (° 12 février 1926),
- 27 janvier : Robert Roynette, peintre, décorateur, céramiste et résistant français (° 30 avril 1922),
- 10 février : Henri Thomas, peintre français (° 23 avril 1930),
- 16 février : Eugenio Carmi, peintre italien (° 17 février 1920),
- 19 février : Samuel Willenberg, ingénieur, peintre et sculpteur polono-israélien (° 16 février 1923),
- 1er mars : 
  - Jean Miotte, peintre français contemporain mis en rapport avec l'Abstraction lyrique (° 8 septembre 1926),
  - Terry Haass, artiste (° 1923),
- 4 mars : Sabine Monirys, sculptrice, illustratrice, plasticienne et peintre française (° 10 décembre 1936),
- 7 mars : Michèle Andal, peintre et graveuse française (° 4 décembre 1931),
- 17 mars : Denise Desjardins, femme de lettres et peintre française (° 25 février 1923),
- 31 mars : Ronald Thibert, sculpteur et professeur d'art québécois (° 1942),
- 1er avril : André Villers, photographe et plasticien français (° 10 octobre 1930),
- 3 avril :
  - Edmond Freess, scénariste, réalisateur, acteur et peintre français (° 1938),
  - Robert Guinan, peintre américain (° 14 mars 1934),
- 14 avril : Rogério Duarte, dessinateur, musicien, écrivain et intellectuel brésilien (° 10 avril 1939),
- 30 avril : Gunter Damisch, peintre autrichien (° 20 mai 1958),
- 9 mai : Pál Deim, peintre, sculpteur et lithographe hongrois (° 29 juin 1932),
- 10 mai : François Morellet, peintre, graveur et sculpteur français (° 30 avril 1926),
- 13 mai : Pinuccio Sciola, sculpteur italien (° 15 mars 1942),
- 22 mai : Adolf Born, peintre caricaturiste, cinéaste et illustrateur tchèque (° 12 juin 1930),
- 25 mai : Henri Maccheroni, peintre français (° 8 juillet 1932),
- 31 mai : Roger Suraud, peintre français (° 31 octobre 1938),
- 4 juin : Piero Leddi, peintre italien (° 30 août 1930),
- 11 juin : Alexandre Ovtchinnikov, peintre russe (° 1929),
- 14 juin : Monique Baroni, peintre, pastelliste et lithographe française (° 17 juillet 1930),
- 23 juin : Claude Grobéty, peintre, dessinateur et graveur de double nationalité française et suisse (° 3 avril 1940),
- 29 juin : Jean-Pierre Bertrand, peintre français (° 11 janvier 1937),
- 16 juillet : Rudolph Polder, peintre néerlandais (° 2 décembre 1926),
- 17 juillet : Pierre de Grauw, peintre, sculpteur, graveur et médailleur néerlandais (° 3 décembre 1921),
- 30 juillet : Pierre Garcia-Fons, peintre et sculpteur français d'origine espagnole (° 29 juillet 1928),
- 9 août : Ernst Neïzvestny, sculpteur russo-américain (° 9 avril 1925),
- 12 août : Ljuba, peintre surréaliste serbe (° 14 octobre 1934),
- 15 août : Serge Guillou, peintre français (° 9 août 1932),
- 20 août : Eugeniusz Geno Malkowski, peintre polonais (° 5 septembre 1942),
- 22 août : Lulu Larsen, dessinateur, peintre, graphiste et vidéaste français (° 7 août 1954),
- 1er septembre : Emilio Prini, peintre, dessinateur et photographe italien (° 1943),
- 6 septembre : Iris Raquin, peintre française (° 25 octobre 1933),
- 25 septembre : Fernando Puig Rosado, illustrateur espagnol (° 1er avril 1932),
- 29 septembre : Shirley Jaffe, peintre abstraite américaine (° 2 octobre 1923),
- 9 octobre : Pierre Raetz, peintre suisse (° 3 décembre 1936),
- 11 octobre : Gérald Collot, peintre, lithographe abstrait et historien de l'art français (° 22 janvier 1927),
- 12 octobre : Pietro Diana, imprimeur, graveur, dessinateur et créateur d'automates italien (° 28 décembre 1931),
- 15 octobre : Louis Nallard, peintre non figuratif français de la nouvelle École de Paris (° 17 juin 1918),
- 18 octobre : Pierre Gartier, peintre français (° 26 juin 1930),
- 23 octobre : Marwan Kassab Bachi, peintre syrien (° 31 janvier 1934),
- 31 octobre :
  - Natalie Babbitt, illustratrice américaine (° 28 juillet 1932),
  - Silvio Gazzaniga, sculpteur italien (° 23 janvier 1921),
- 12 novembre : Jerry Dumas, auteur de bande dessinée et illustrateur américain (° 6 juin 1930),
- 26 novembre : Robert Nyel, auteur-compositeur-interprète puis dessinateur satirique et peintre français (° 18 avril 1930),
- 28 novembre :
  - William Christenberry, photographe, peintre, sculpteur et professeur américain (° 5 novembre 1936),
  - José Pereira Rodriguez, peintre français d'origine uruguayenne (° 5 février 1940),
- 1er décembre : Ousmane Sow, sculpteur sénégalais (° 10 octobre 1935),
- 16 décembre : Jean Maufay, peintre français (° 12 septembre 1927),
- 18 décembre : Zuka, peintre américaine (° 1924),
- 21 décembre :
  - Corno, peintre québécoise (° 22 novembre 1952),
  - Angelo Di Marco, dessinateur de presse et de bandes dessinées français (° 10 juillet 1927),
- 25 décembre : Michel-Henry, peintre et lithographe français (° 1er septembre 1928),
- 29 décembre : Judith Mason, peintre sud-africaine (° 10 octobre 1938),
- 30 décembre : Tyrus Wong, peintre, illustrateur, céramiste, lithographe, designer et artiste américain (° 25 octobre 1910).